# Pavel I al Constantinopolului
Pavel I sau Sfântul Pavel Mărturisitorul (d. c. 350) a fost un arhiepiscop al Constantinopolului, ales pentru prima oară în anul 337 d.Hr. Pavel s-a implicat în controversa ariană care i-a opus pe împăratul din Apus, Constans, și pe omologul său din Răsărit, fratele său Constanțiu al II-lea. Pavel a fost instalat și destituit de trei ori de pe scaunul arhiepiscopal din Constantinopol între 337 și 350. A fost ucis prin strangulare în timpul celui de-al treilea și ultimului său exil în Capadocia. Ziua lui de prăznuire este 6 noiembrie.

## Biografie
Era originar din orașul Tesalonic și a fost presbiter al Constantinopolului și secretar al bătrânului arhiepiscop Alexandru al Constantinopolului, predecesorul său în scaunul arhiepiscopal. Atât orașul, cât și locuitorii săi au suferit mult în timpul controversei ariene. Imediat după moartea arhiepiscopului Alexandru, grupările ortodoxă și ariană au intrat într-un conflict deschis. Gruparea ortodoxă a triumfat, iar Pavel a fost ales arhiepiscop în anul 337, fiind hirotonit de episcopii care s-au întâmplat să fie în acea vreme la Constantinopol în Biserica Păcii, aflată în apropierea bisericii cunoscută mai apoi ca Hagia Sofia.

### Primul exil
Împăratul arian Constanțiu al II-lea nu se afla la Constantinopol în timpul acestor evenimente. La întoarcere, el a fost supărat că nu a fost consultat. A convocat un sinod al episcopilor arieni, a declarat că Pavel nu era potrivit ca arhiepiscop, l-a alungat și l-a adus în locul lui pe episcopul Eusebiu de Nicomidia la Constantinopol. Se crede că acest eveniment a avut loc în jurul anului 339. Pavel, văzând că a devenit inutil pentru credincioșii săi ca urmare a extinderii arianismului în est sub protecția lui Constanțiu, s-a refugiat în partea apuseană a imperiului, care se afla sub stăpânirea lui Constans. El s-a dus la Roma, unde se refugiaseră și alți episcopi ortodocși ai Răsăritului care fuseseră izgoniți din scaunele lor de împăratul arian, printre care și Atanasie al Alexandriei.
Arhiepiscopul Pavel, împreună cu alți trei ierarhi izgoniți de împăratul arian din scaunele lor (Atanasie al Alexandriei, Marcellus al Ancyrei și Asclepas al Gazei), s-au adresat papei Iuliu I, care le-a examinat cazurile în mod individual, a constatat că sunt credincioși crezului de la Niceea, i-a primit în comuniune și a trimis o scrisoare episcopilor din partea răsăriteană a imperiului în care le-a susținut cauza. Atanasie și Pavel și-au recuperat scaunele, însă episcopii răsăriteni i-au răspuns papei Iuliu că refuză să acționeze în conformitate cu indicațiile sale.

### Al doilea exil
Eusebiu de Nicomidia a murit în anul 341, iar Pavel s-a întors la Constantinopol și a fost repus în scaunul de arhiepiscop. Arienii au profitat de această ocazie: Teognis al Niceei, Teodor al Heracleei și alți episcopi heterodocși l-au hirotonit ca episcop pe Macedonie în Biserica „Sf. Pavel” din Constantinopol, iar orașul a devenit din nou victima unui război civil.
Împăratul Constanțiu se afla la Antiohia atunci când a aflat ce s-a petrecut la Constantinopol și i-a ordonat generalului Hermogenes să-l alunge din nou pe arhiepiscopul Pavel. Populația s-a opus alungării arhiepiscopului Pavel: locuitorii s-au adunat în fața casei unde se afla generalul și i-au dat foc, l-au ucis pe general, l-au scos din clădirea în flăcări, i-au legat o frânghie de picioare și l-au târât triumfători prin oraș. Constanțiu nu a trecut cu vederea această rebeliune împotriva autorității sale. El s-a îndreptat în grabă către Constantinopol, hotărât să-i facă pe oameni să sufere pentru actul lor de rebeliune. Localnicii l-au întâmpinat, totuși, în genunchi cu lacrimi și rugăminți, iar el s-a mulțumit să-i pedepsească prin privarea de jumătate din rația lor de porumb, dar a ordonat ca Pavel să fie alungat din oraș. Arianul Macedonie a fost instalat în 342 la conducerea Arhiepiscopiei de Constantinopol.

### Al treilea exil
Pavel s-a retras la Trier, dar s-a întors la Constantinopol în anul 346, cu o scrisoare în care Constans, împăratul Imperiului Roman de Apus, îl amenința pe fratele său, Constanțiu, că va declanșa un război dacă Pavel nu va fi repus pe scaunul său arhiepiscopal. Constanțiu a permis reinstalarea lui Pavel pe tronul arhiepiscopal al Constantinopolului doar de teama izbucnirii unui război, dar poziția lui Pavel în partea răsăriteană a imperiului a continuat să fie foarte nesigură, pentru că a avut mult de suferit de pe urma grupării ariene.
Împăratul apusean Constans a murit în 350. Constanțiu, care se afla atunci la Antiohia, i-a poruncit lui Filip, prefectul Prefecturii pretoriene a Orientului, să-l alunge din nou pe Pavel și să-l instaleze în locul lui pe Macedonie. Filip i-a cerut lui Pavel să se întâlnească la o baie publică numită Zeuxippus, aflată în apropierea unui palat de pe malul Bosforului, pretinzând că trebuie să discute niște chestiuni publice. Când Pavel a sosit, prefectul Filip i-a arătat scrisoarea împăratului și a ordonat să fie dus în liniște prin palat până pe malul apei, să fie îmbarcat pe o corabie și transportat la Tesalonic, orașul său natal. Filip i-a permis să efectueze călătorii în prefectura Illyricum și în provinciile îndepărtate, dar i-a interzis să se mai întoarcă pe teritoriul Prefecturii pretoriene a Orientului.

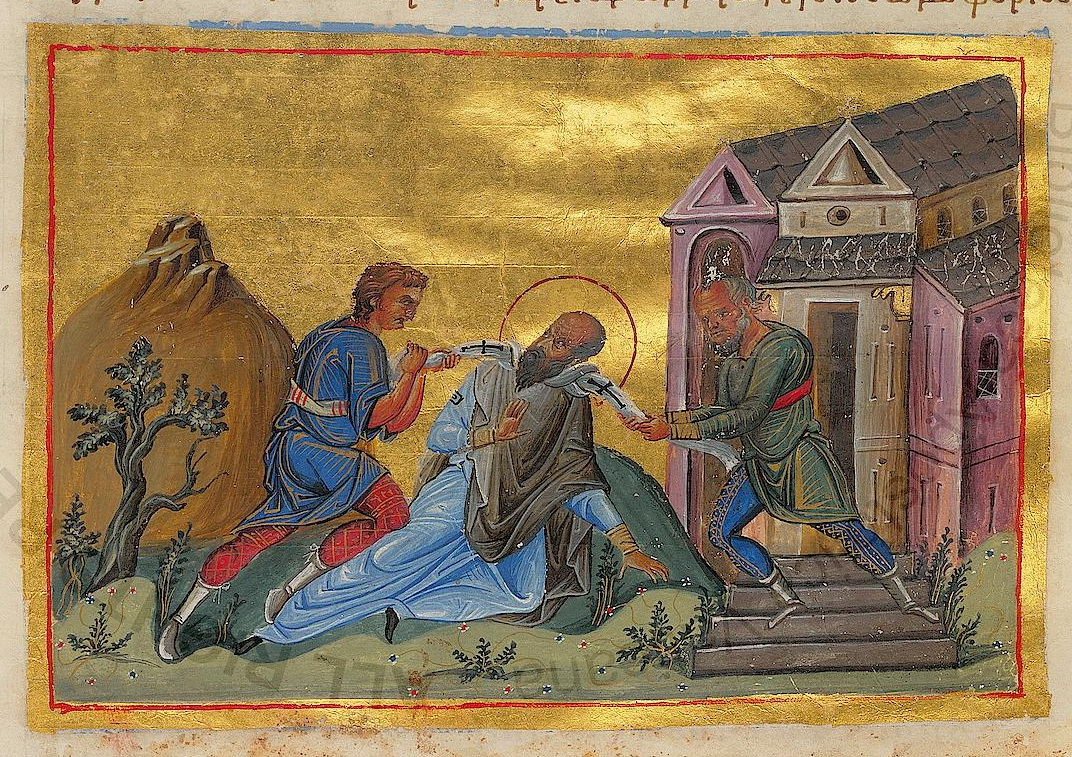
Uciderea arhiepiscopului Pavel în Menologhiul lui Vasile al II-lea

Mai târziu, Pavel a fost pus în lanțuri și dus în postul fortificat Singara din Mesopotamia, apoi la Emesa și, în cele din urmă, la Cucusus, în Capadocia. Aici a fost închis într-un loc strâmt și întunecat și lăsat să moară de foame. După șase zile fără hrană și apă, el a fost găsit totuși în viață, spre marea dezamăgire a dușmanilor săi arieni. Ei l-au sugrumat apoi cu omoforul lui și au anunțat că a murit după o scurtă boală.
Trupul lui Pavel a fost adus în orașul Ancyra din Galatia și, din ordinul împăratului Teodosie cel Mare, a fost mutat de acolo la Constantinopol în 381, la aproximativ treizeci de ani de la moartea sa. A fost îngropat acolo în marea biserică construită de Macedonie, care, începând din acea vreme, a fost cunoscută sub numele de Biserica „Sf. Pavel”. Rămășițele sale pământești au fost mutate în 1226 la Veneția, fiind păstrate cu mare respect în Biserica „Sf. Laurențiu” (în apropiere de Biserica Sfântul Zaharia).